# Manuel Boix
Manuel Boix Álvarez (La Alcudia, Valencia; 1942) es un artista español con reconocimiento internacional en el campo de la pintura, la escultura, la obra gráfica y la ilustración, siendo uno de los introductores del nuevo realismo en España en los años 1960. Premio Nacional de Artes Plásticas en 1980, es reconocido sobre todo por sus grabados al aguafuerte, especialmente por su visión de Tirante el Blanco.

## Biografía

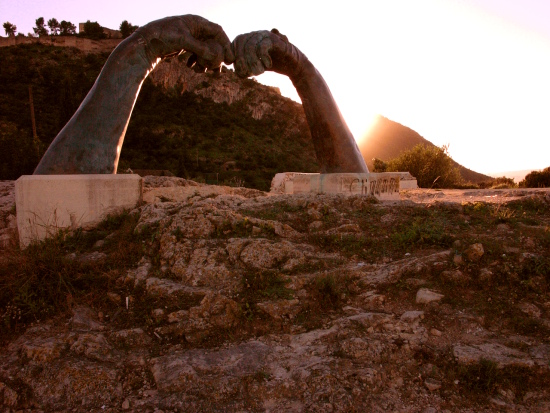
Mirador del Bellveret de Játiva, dedicado a la pelota valenciana

Nacido el año 1942 en La Alcudia (Valencia), Boix estudió en la Real Academia de Bellas Artes de San Carlos de Valencia. Su figurativismo y trazo preciosista ya es parte del imaginario de los valencianos. Desde sus famosas representaciones de Tirante el Blanco o las Germanías y el diseño de prácticamente todas las portadas de la discografía de Al Tall, hasta los cientos de iniciativas culturales públicas y privadas que ha ilustrado, sus obras lo han convertido en uno de los principales cronistas gráficos de la realidad cultural de la Comunidad Valenciana y, aunque en menor medida, también de la catalana.
Tras algunas obras iniciales, en 1964 irrumpía en el panorama artístico valenciano con el Tríptic monoteïsta (Tríptico monoteísta), donde compartía espacio con Artur Heras y Rafael Armengol, dos pintores con los que compartiría exposiciones en años sucesivos.
Pero el trabajo de Boix se singulariza pronto y empieza a destacar por la creación de unos referentes poéticos muy personales. En la década siguiente, la Retransmissió televisiva del miracle (Retransmisión televisiva del milagro) (1970) así como las series Falconeria (Cetrería) y Trama i ordit (Trama y urdimbre) profundizan en el mismo hecho de pintar donde el autor, a partir de objetos o personajes rotos o descontextualizados consigue efectos verdaderamente impresionantes. Son de este período obras de una gran belleza formal tan emblemáticas como l'Arc del triomf (el Arco del triunfo) (1971), que cierra la primera, y en especial El martiri de Sant Sebastià (El martirio de San Sebastián) o Sant Bru (San Bruno) (ambas de 1973), que resumen la segunda.
Colabora regularmente con las revistas de crítica literaria y artística, Hoja del Mar, La codorniz, El viejo Topo, Quimera, The New York Times, La vanguardia entre otros ... 
Más tarde, las obras de la serie Ticromart, a finales de los años 1970, o las vinculadas a la serie Acròstic (Acróstico), 1982, ya indicaban bien claramente un nuevos caminos más alegóricos dejando de lado ciertos aspectos demasiado explícitos, aunque, al mismo tiempo, de igual o mayor capacitdad expresiva.
Desde que en 1980 le fue concedido el Premio Nacional de Artes Plásticas, y particularmente tras una larga estancia en Nueva York a finales de los años 1980, su tarea se ha significado en los más diversos campos de la creación. Boix reaparece en el panorama valenciano, esta vez como escultor, en 1992 con una exposición sobre el juego de pelota: El punt dins el moviment (El punto dentro del movimiento), donde se combinan todos los recursos creativos que ha explorado hasta ese momento como la pintura -series Acròstic, Frontissa (Bisagra), Alfabet (Alfabeto), Escacs (Escaques)...-, ilustración de libros - Tirante el Blanco, La Serp, el riu (La Serpiente, el río), El Quijote...-, obra gráfica, con series como las dedicadas a Tirante el Blanco (1978-1985), y cartelismo, con la escultura, que también ha explorado, y de manera muy insistente, sobre todo de bronce. El punt dins el moviment, junto a los Borja (Borgia) (1992-1998), El Laberint (El Laberinto), y Els equilibristes (Los equilibristas) son tentativas escultóricas que buscan la plena ocupación del espacio escenográfico.
En su última serie, El rostre (El rostro), ha vuelto a la pintura y a los grandes formatos, consiguiendo obras realmente espectaculares.
En febrero de 2012 se realizó una exposición antológica en la que se exponía obra gráfica e impresa de Boix, con motivo de la conmemoración de los 25 años de la Casa de la Cultura de l'Alcúdia. Todos los espacios disponibles en ella, tales como las ventanas, columnas, salas y paredes, se emplearon en esta exposición.
2014 realiza un macro exposición con obra inédita en la Nau, el viatge del temps.  Centro cultural la Nau, Universitat de Valencia. 